# Pellaea regnelliana
Pellaea regnelliana är en kantbräkenväxtart som först beskrevs av Georg Heinrich Mettenius, och fick sitt nu gällande namn av Karl Anton Eugen Prantl. Pellaea regnelliana ingår i släktet Pellaea och familjen Pteridaceae. Inga underarter finns listade.